# 花園町 (臺南市)
花園町為台灣日治時期台南州台南市之行政區。範圍包括清代舊街名竹巷口、雲霄、天地底、觀音亭、竹仔行、做針。

## 名稱
1916年（大正5年）規劃町名改正時，原擬名「末廣町」，但臺南廳最後改為以「花園町」呈報總督府，同年11月3日公告、1919年（大正8年）4月1日正式實施。

## 町內設施
- 花園小學校（今臺南市北區公園國民小學）
- 臺南圖書館（今大遠百台南公園店址）
- 臺南市水浴場
- 四春園旅館
- 臺南測候所
- 溝仔底教會（今太平境馬雅各紀念教會）
- 陰陽公廟